# Sainte-Livrade-sur-Lot
Sainte-Livrade-sur-Lot är en kommun i departementet Lot-et-Garonne i regionen Nouvelle-Aquitaine i sydvästra Frankrike. Kommunen ligger i kantonen Sainte-Livrade-sur-Lot som tillhör arrondissementet Villeneuve-sur-Lot. År 2022 hade Sainte-Livrade-sur-Lot 6 518 invånare.

## Befolkningsutveckling
Antalet invånare i kommunen Sainte-Livrade-sur-Lot
| Referens: INSEE |